# Mažiarky
Mažiarky (748 m) – przełęcz na północnym grzbiecie szczytu Kečka w Wielkiej Fatrze na Słowacji. W grzbiecie tym kolejno znajdują się: Kečka, Sedlo pod Kečkou, Končitý vrch, Tisové, Mažiarky i Hradište. 
Mažiarky to płytka przełęcz na dużej łące, na mapie opisanej jako Biely potok. Po północno-zachodniej stronie Mažiarek znajduje się kopulasty, również pokryty łąkami i bezimienny szczyt wznoszący się około 20 m powyżej przełęczy. Południowe, porośnięte lasem stoki Mažiarek stromo opadają do Hornojasenskiej doliny, tuż przy jej ujściu do Jasenskiej doliny (przy chacie Lysec). Trawiaste stoki północne opadają do Sklabińskiej doliny. Z przełęczy widoczny jest Tlstý diel, fragment Kotliny Turczańskiej i szczyty w otoczeniu Sklabińskiej doliny.

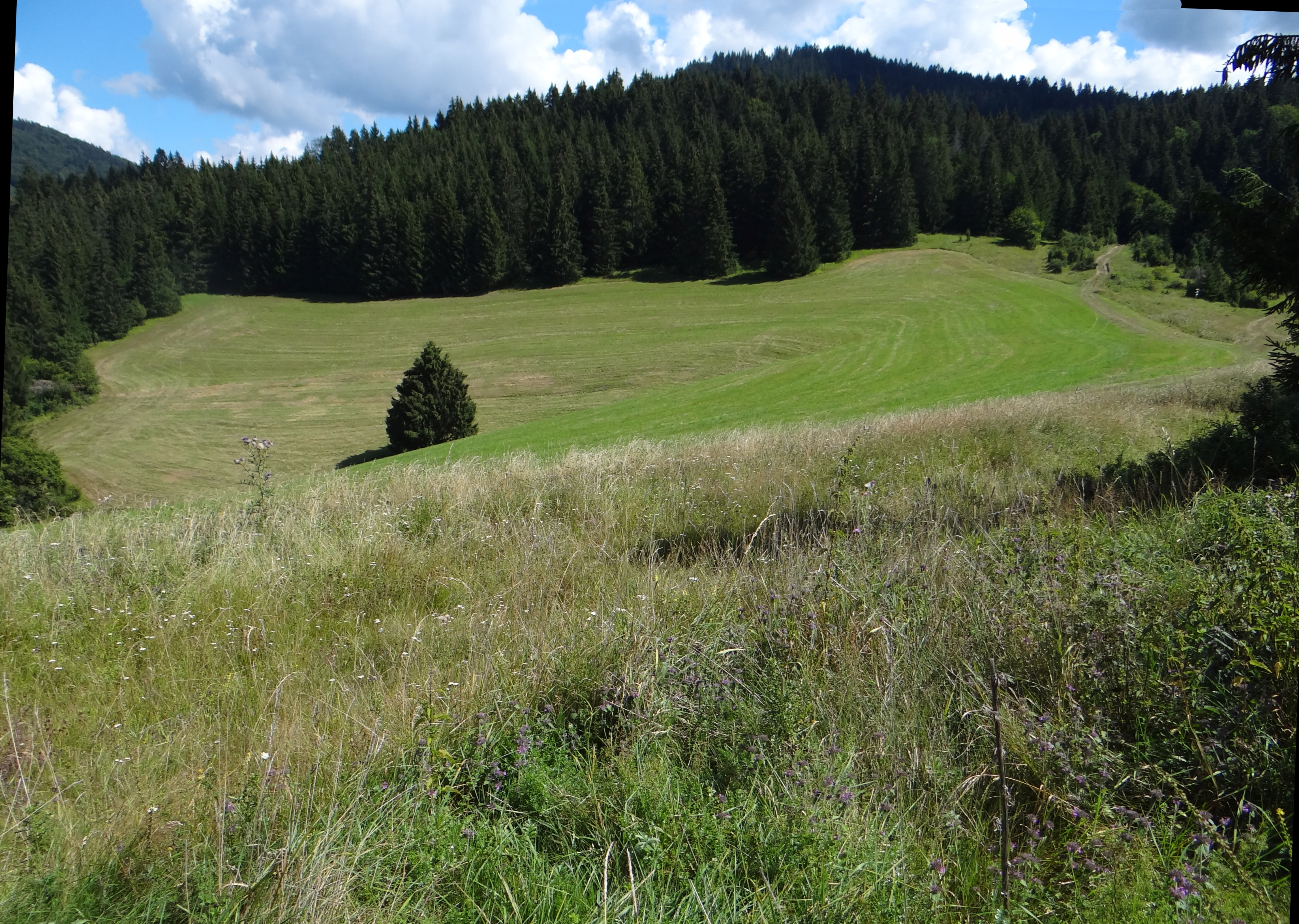
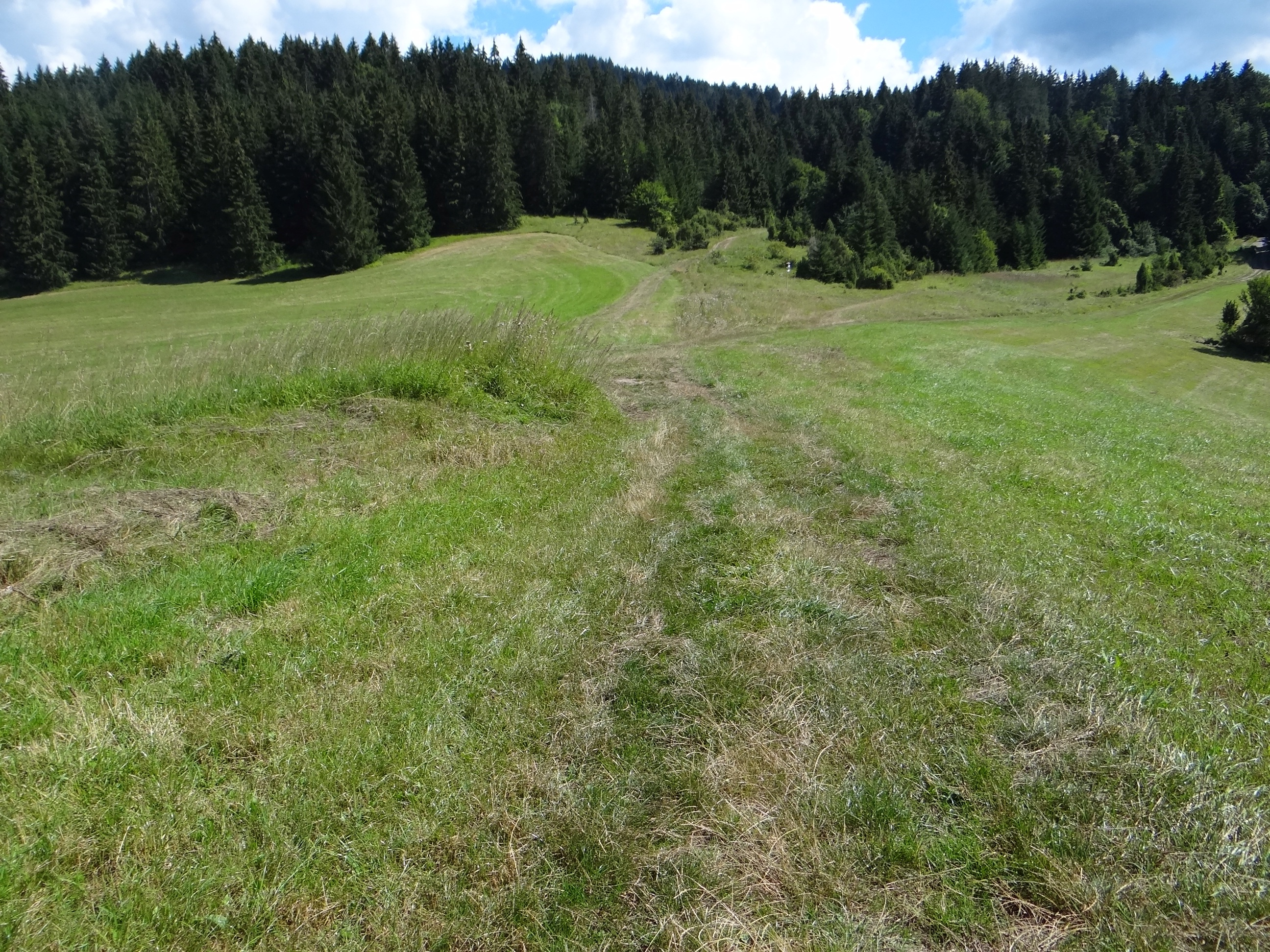
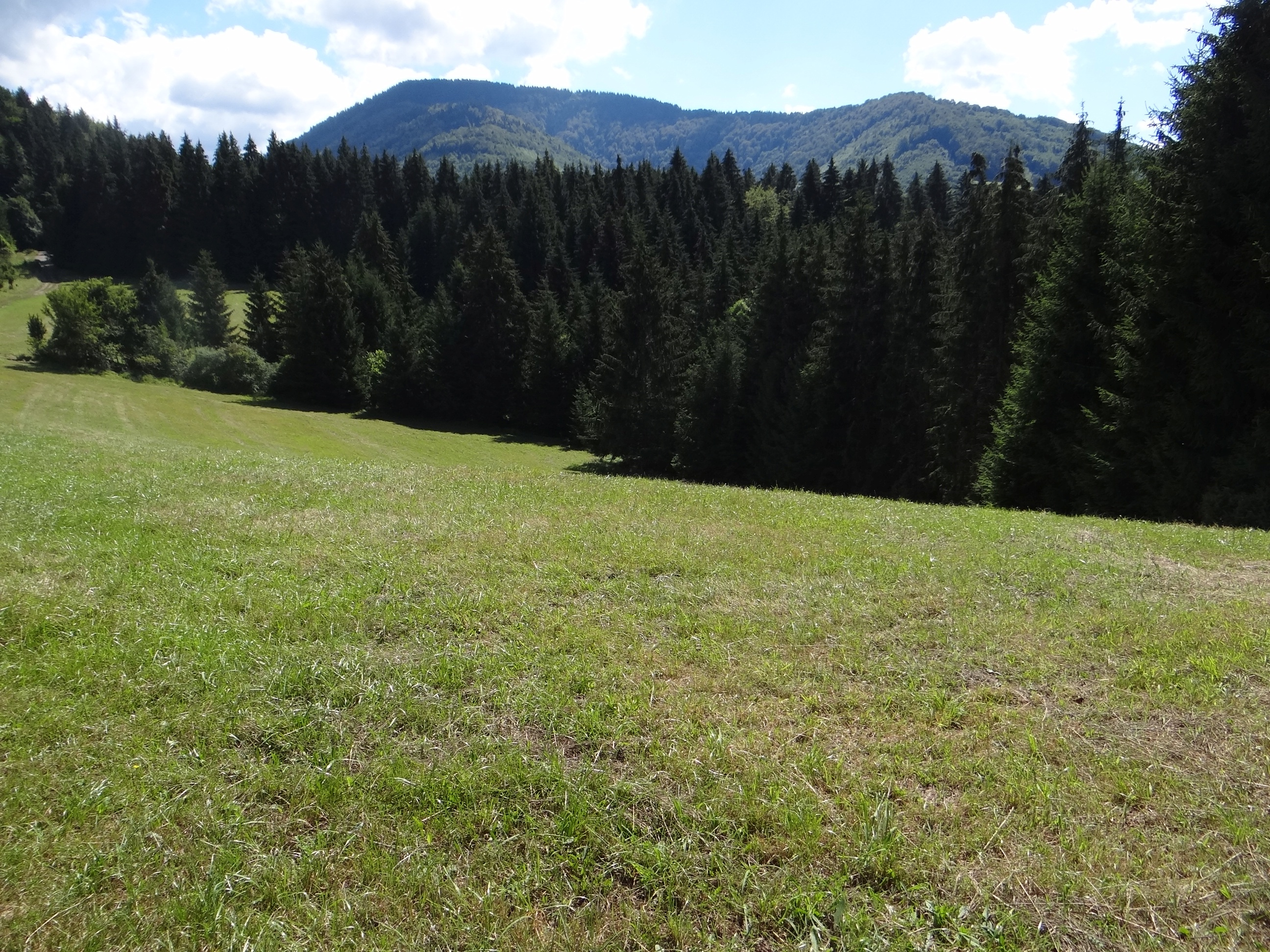
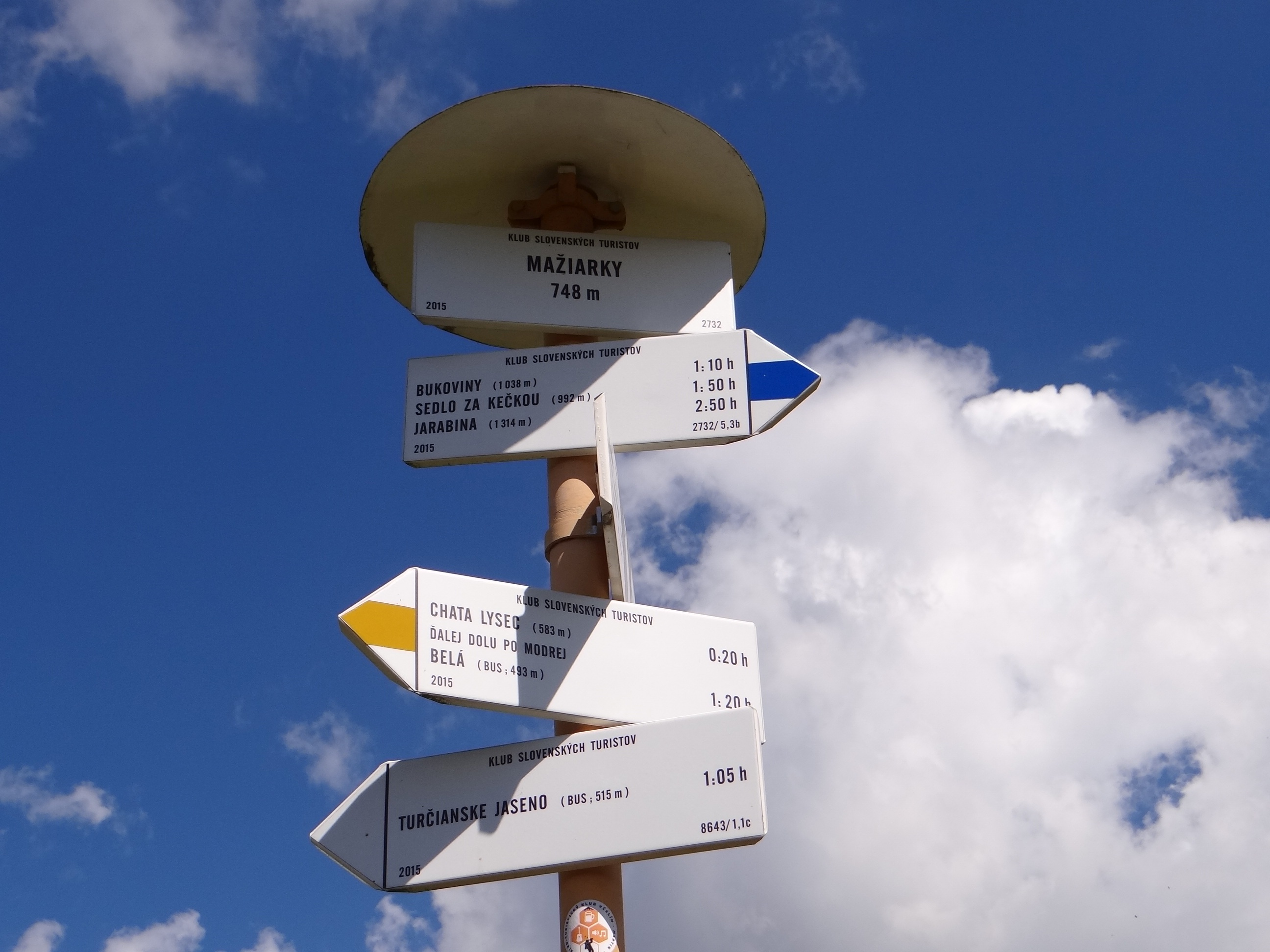

## Turystyka
Na przełęczy Mažiarky krzyżują się dwa szlaki turystyki pieszej oraz szlak rowerowy.
  Sklabiňa – Sklabinská dolina – Medzy mníchmi – Na jame – Mažiarký – Tisové – Končitý vrch – Kečka – Sedlo pod Kečkou – Jarabiná. Odległość 11,9 km, suma podejść 1014 m, suma zejść 180 m, czas przejścia 4:15 h, z powrotem 3:35 h
  chata Lysec –  Mažiarky. Odległość 1,1 km, suma podejść 165 m, suma zejść 0 m, czas przejścia 30 min, z powrotem 20 min
 odcinek: Turčianske Jaseno – Mažiarký – Tisové – Sklabinská dolina – Sklabiňa